# 毛利厚
毛利 厚（もうり あつし、1939年〈昭和14年〉? - 2001年〈平成13年〉1月6日）は、日本の映像作家、アニメーター。
主に、NHKの音楽番組『みんなのうた』などのイラスト・アニメーションを制作していた。ただし、単独名義は少なく、他者の絵（脚注を参照）を元に映像を制作することがほとんどであった。
2001年1月『みんなのうた』で「タチツテト手を」の絵コンテ制作中に急逝。享年61歳。アニメーションは田中ケイコが引き継いだ。

## 作成作品一覧

### みんなのうた
- NHKの『みんなのうた』サイトのデータを元に記述[3]

1. 星のヨーデル / 牧山静江、西六郷少年少女合唱団（1969年6月・7月放送）[4]
2. トレロ カモミロ / 西六郷少年少女合唱団（1970年2月・3月放送）[4]
3. わたしの紙風船 / 赤い鳥（1971年2月・3月放送）
4. ラ・ゴロンドリーナ（つばめ） / ボニージャックス（1972年2月・3月放送）[5]
5. ちいさな汽車 / デューク・エイセス（1973年2月・3月放送）
6. 待ちぼうけ / ダーク・ダックス（1973年8月・9月放送）[6]
7. いろんな木の実 / 菅原洋一、杉並児童合唱団（1974年10月・11月放送）
8. 勇気一つを友にして / 山田美也子（1975年10月・11月放送）
9. ビューティフル・ネーム / ゴダイゴ（1979年4月・5月放送）
10. オランガタン / 惣領泰則とジムロックス（1980年2月・3月放送）[7]
11. かくれんぼ / 川鳥和子と東京放送児童合唱団（1980年4月・5月放送）[6]
12. もの想いブルース / 木の実ナナ（1982年12月・1983年1月放送）[8]
13. ラジャ・マハラジャー / 戸川純、東京放送児童合唱団（1985年2月・3月放送）[9]
14. まっくら森の歌 / 谷山浩子（1985年8月・9月放送）[10]
15. 母さんは雪おんな / 堀江美都子（1985年12月・1986年1月放送）[9]
16. 鳩の詩 / ダ・カーポ（1986年10月・11月放送）[11]
17. 花かんざし / 田川寿美（1994年8月・9月放送）[12]
18. ニャンコロこもりうた / 神崎ゆう子（1995年2月・3月放送）
19. 青天井のクラウン / ソウル・フラワー・ユニオン（1998年12月・1999年1月放送）[13]
20. タチツテト手を / ヘンリー・バンド with M（2001年2月・3月放送）[14][15]

1980年以前の作品のうち「みんなのうた発掘プロジェクト」（2011年 - 2021年）開始前に映像が現存していたのは『トレロ カモミロ』『勇気一つを友にして』『オランガタン』の3曲のみだった。その後同プロジェクトで6曲も映像が提供されたが、『わたしの紙風船』・『いろんな木の実』の映像は提供されていない。